# Шурково
Шурково — деревня в Ярцевском районе Смоленской области России. Входит в состав Репинского сельского поселения. Население — 13 жителей (2007 год). 
Расположена в северной части области в 39 км к северо-востоку от Ярцева, в 36 км севернее автодороги М1 «Беларусь», на берегу реки Вопь. В 39 км южнее деревни расположена железнодорожная станция Свищёво на линии Москва — Минск. 

## История
В годы Великой Отечественной войны деревня была оккупирована гитлеровскими войсками в июле 1941 года, освобождена в сентябре 1943 года.